# Hans Griesbeck
Hans Griesbeck (* 7. April 1898 in Ingolstadt; † 24. Mai 1966 in Minheim) war ein deutscher Politiker (KPD).

## Leben
Der Landwirt Griesbeck war vor 1933 Mitglied der USPD und SPD. Nach dem Zweiten Weltkrieg schloss er sich der KPD an und wurde deren Kreisvorsitzender in Bitburg. Ab 1946 war er Abgeordneter des Kreistages in Bitburg, 1947 Mitglied des KPD-Bezirkssekretariats Trier und dort Leiter der Abteilung Landwirtschaft. Vom 8. Juli 1948, als er für Hans Eiden nachrückte, bis 1951 war Griesbeck Mitglied des Rheinland-Pfälzischen Landtages, dort von 1948 bis 1949 auch Vorsitzender des Petitionsausschusses. 1951 war er erneut Landtagskandidat der KPD, die aber nicht mehr in den Landtag einzog. Ab 1953 war Griesbeck für den Bund der Deutschen aktiv.